# Ulvhild Håkansdotter
Ulvhild Håkansdotter/Haakonardottir (švédsky Ulfhild Håkansdotter; 1095? – 1148) byla dvakrát švédská královna (asi 1117–25 a 1134–48) a v letech 1130–1134 královna dánská. Byla manželkou Ingeho II., Nielse Dánského a Sverkera I.

## Život
Ulvhild pocházela z Norska. Ságy ji zmiňují jako dceru norského šlechtice Haakona Finnssona z rodu Thjotta. Jméno její matky se nezachovalo. Kolem roku 1116/17 se provdala za švédského krále Ingeho II. Pravděpodobně spolu neměli děti. Proslýchalo se, že okolo roku 1118 přiměla Ingeho otrávit svého bratra a spoluvládce Filipa. Legendy praví, že král Inge zemřel na špatné pití, domněle otrávený královnou Ulvhild a jejím údajným milencem Sverkerem Kolssonem. Tak vznikla její pověst nebezpečné ženy.
Po smrti Ingeho se Ulvhild odebrala do Dánska. Zdá se totiž, že v Dánsku měla příbuzné a spojence. V roce 1130 se provdala za dánského krále Nielse, jehož manželka Markéta Fredkulla zemřela krátce předtím. Dánskou královnou byla čtyři roky, v roce 1134 byl Niels zavražděn.
Jejím třetím manželem se stal švédský král Sverker I. Je možné, že se do Švédska vrátila už v roce 1132. Některé zdroje dokonce uvádějí, že se vrátila do Švédska a vdala se za Sverkera už v roce 1130. Proti třetímu manželství nebyly vzneseny žádné námitky, nebyla ani zpochybňována legitimita jejích dětí se Sverkerem, což posloužilo jako důkaz, že nebyla Nielsovou manželkou, ale pouze milenkou. Kdyby byla za Nielse vdaná, církev by nepovolila její sňatek se Sverkerem v roce 1130. Ze všeho nejpravděpodobněji se v roce 1130 vdala za Nielse (po smrti jeho první ženy) a po jeho smrti v roce 1134 se vdala potřetí.
Sverker zřejmě nebyl královského původu, a tak mu toto manželství pomohlo legitimizovat jeho vládu, protože Ulvhild už jednou byla švédskou královnou. Sverker se neoženil s žádným ženským potomkem předchozích švédských králů, dvakrát se oženil s vdovami po svých předchůdcích.
Ulvhild zemřela v roce 1148 a Sverker se poté oženil s Richenzou Polskou, vdovou po Magnusi Nilssonovi, který býval jeho oponentem.

## Potomci
Ulvhild měla přinejmenším dva přeživší syny a dvě dcery, všechny z manželství se Sverkerem:
- Helena Švédská, dánská královna, manžel Knut V. Dánský
- Jon Sverkersson († před r. 1156), jarl, zabit rolníky
- Karel VII. Švédský († 1167)
- Ingegerd Sverkersdotter, abatyše kláštera Vreta